# Уфимское моторостроительное производственное объединение

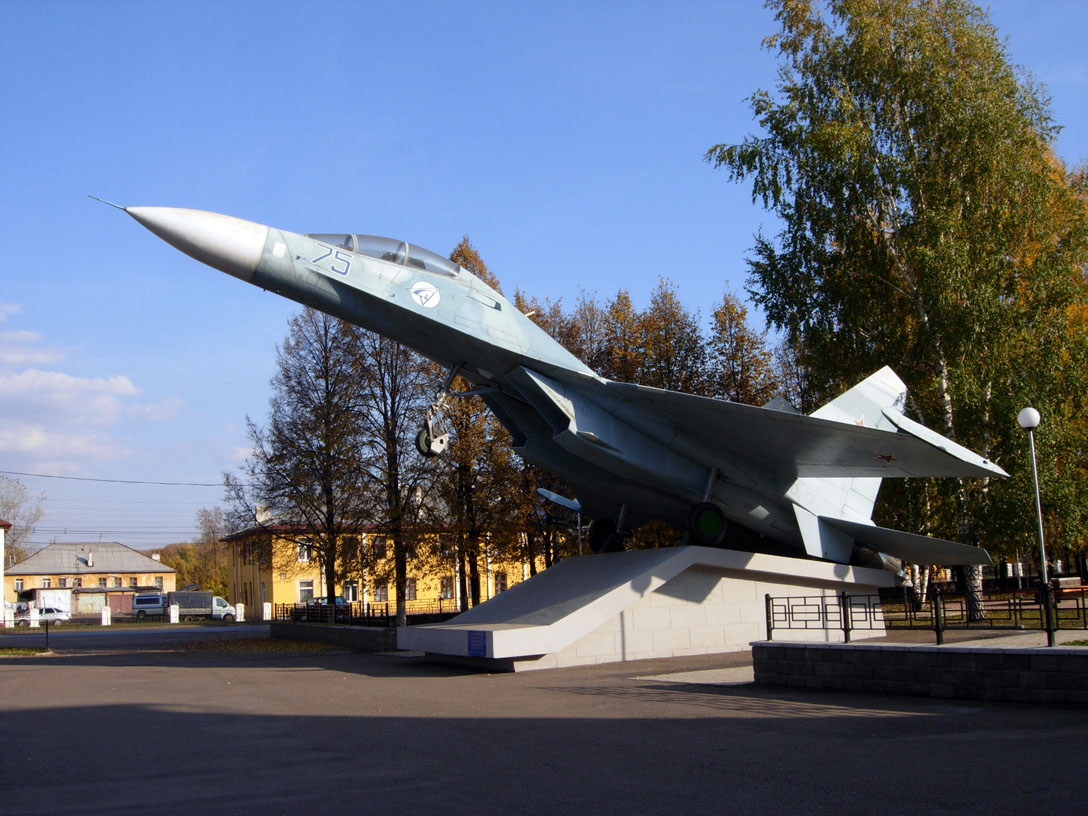
Истребитель Су-27 перед отделом кадров УМПО

ОДК-Уфимское моторостроительное производственное объединение (юридическое название Публичное акционерное общество «ОДК-Уфимское моторостроительное производственное объединение», ПАО «ОДК-УМПО») — российское предприятие, производитель авиационных двигателей. Основано в 1925 году. В объединении работают более 24 тысяч человек.
Входит в состав ОДК («Объединённая двигателестроительная корпорация»).
Основными видами деятельности предприятия являются разработка, производство, сервисное обслуживание и ремонт турбореактивных авиационных двигателей и газоперекачивающих агрегатов, производство и ремонт узлов вертолётной техники.

## История
Датой рождения предприятия считается 17 июля 1925 года. В этот день Совет труда и обороны принял решение о строительстве, на базе мелких авторемонтных мастерских бывшего АО «Русский Рено» в Рыбинске завода по производству авиационных двигателей. 14 января 1928 года завод вступил в строй действующих предприятий авиационной промышленности под номером 26.
В 1931 году в Уфе началось строительство завода комбайновых моторов, в 1935 году собраны первые 10 двигателей.
К 1940 году Уфимский моторный завод имел всё необходимое для выхода производства на полную мощность, но был передан из Наркомсредмаша в Народный комиссариат авиационной промышленности СССР с присвоением ему номера 384. В этом же году УМЗ становится дублёром Рыбинского завода по производству авиационных моторов М-105 (до начала Великой Отечественной войны завод успел выпустить 675 штук М-105).
В начале войны на площади Уфимского завода эвакуирован ряд моторных заводов, в том числе и из Рыбинска. 17 декабря 1941 года Рыбинский моторный завод номер 26, два ленинградских завода-дублёра (234-й и 451-й), частично 219-й из Москвы, проектное бюро ЦИАМ (Москва), конструкторское бюро В. А. Добрынина (Воронеж) и два уфимских завода, — моторный (384-й) и дизельный (338-й) объединены в единое целое. Новое предприятие стало правопреемником объединённых заводов и получило номер головного — 26-й. В 1943 году на завод передали задачу создания центрифуги для обогащения урана по проекту Ф. Ф. Ланге, необходимого для атомного проекта СССР.
Производство двигателей на заводе № 26 в период 1942—1948 годов:
| двигатель \ годы | 1942   | 1943   | 1944   | 1945 | 1946 | 1947 | 1948 | Всего  |
| ---------------- | ------ | ------ | ------ | ---- | ---- | ---- | ---- | ------ |
| М-105ПФ          | 10 048 | 11 965 | 8762   | 4312 | 687  | -    | -    | 35 774 |
| ВК-107А          | 41     | 208    | 2111   | 3191 | 396  | 692  | 550  | 7189   |
| ВК-108           | -      | -      | 6      | 27   | 16   | -    | -    | 49     |
| РД-10            | -      | -      | -      | -    | 59   | 447  | 833  | 1339   |
| Всего            | 10 089 | 12 173 | 10 879 | 7530 | 1158 | 1139 | 1383 | 44 351 |

С 1967 года предприятие производило сборку двигателей для автомобилей «Москвич-412».
В дальнейшем предприятие переименовано в Уфимский моторостроительный завод, на базе которого в 1978 году создано Уфимское моторостроительное производственное объединение, в 1993 году ставшее открытым акционерным обществом «Уфимское моторостроительное производственное объединение».
В августе 2011 года приказом генерального директора «Объединённой двигателестроительной корпорации» Андрея Реуса объединение определено головным предприятием в стране по выпуску двигателей для боевой авиации.
В 2013 году у ОАО «УМПО» путем присоединения существующих организаций появляются два филиала: «Опытно-конструкторское бюро имени А. Люльки» (Москва) и «Лыткаринский машиностроительный завод» (Лыткарино).
1 января 2017 года в состав ПАО «УМПО» вошло АО "Научно-производственное предприятие «Мотор», сохранив название НПП «Мотор» (научно-производственное подразделение — «Мотор»).
8 сентября 2017 года переименовано в публичное акционерное общество «ОДК-Уфимское моторостроительное производственное объединение».

## Продукция
Серийно выпускает турбореактивные двигатели для самолётов семейства Су-27 (двигатель АЛ-31Ф), Су-30 (двигатель АЛ-31Ф и АЛ-31ФП), Су-35С (АЛ-41Ф-1С), Су-57 (АЛ-41Ф-1), Су-25 (Р-95Ш и Р-195), узлы и агрегаты для вертолётов «Ка» и «Ми».  По состоянию на январь 2023 года на официальном сайте предприятия отсутствует информация о выпускаемой продукции авиационного назначения.
Предприятием выпускаются наземные газоперекачивающие агрегаты на базе двигателя АЛ-31СТ, а также газотурбинные энергетические установки.

## Руководство
- Баландин Василий Петрович (1941—1946)
- Лаврентьев Пётр Денисович (1946—1947)
- Ферин Михаил Алексеевич (1947—1977)
- Дьяконов Владислав Дмитриевич (1977—1986)
- Паращенко, Владимир Михайлович (1986—1998)
- Лесунов, Валерий Павлович (1998—2004)
- Пустовгаров, Юрий Леонидович (2004—2006)
- Артюхов, Александр Викторович (2006—18.07.2015)
- Семивеличенко, Евгений Александрович (с 18.07.2015) - управляющий директор.

## Санкции
3 марта 2022 года, на фоне вторжения России на Украину, ПАО «ОДК-УМПО» включено в санкционный список США «в ответ на преднамеренное и неспровоцированное вторжение в Украину». 19 октября 2022 года предприятие включено в санкционный список Украины, так как производит двигатели для истребителей и вертолетов которые использовались в ходе нападения на Украину. С 2 августа 2022 года под санкциями Новой Зеландии. 12 апреля 2023 года предприятие попало под санкции Канады как «организации причастной к войне Путина».
Также под санкции ряда стран попали два филиала ПАО «ОДК-УМПО», так  «Опытно-конструкторское бюро имени А. Люльки» находится под санкциями стран Евросоюза, США, Швейцарии и Японии, а «Лыткаринский машиностроительный завод» под санкциями Евросоюза, США, Японии, Украины и Швейцарии

## Происшествия
- 11 ноября 2015 года рабочий получил тяжелые ожоги в результате падения в ванну с кипятком, спустя три дня скончался. Причиной гибели работника стала неудовлетворительная организация производства работ.[21]
- В конце июня 2018 года на заводе погиб 40-летний водитель грузовика иногородней организации-подрядчика; тот, не имея опыта ремонта металлообрабатывающего оборудования и соответствующего допуска, приступил к разборке токарно-карусельного станка и был придавлен деталью станка весом около 2 т[22][23]. Травму также получил 40-летний слесарь, которому была оказана медицинская помощь.[23]
- Топ-менеджер ОДК-УМПО Юрий Яшин был убит в июле 2018 года на парковке многоэтажного дома на улице Карла Маркса. Его тело со следами многочисленных травм головы нашли спустя сутки возле Сафроновского переезда недалеко от железнодорожного вокзала. По версии следствия, топ-менеджера убили подручными средствами и битой четверо наёмников[24].
- 1 февраля 2019 года рабочий упал с высоты 4,8 метров на бетонный пол и погиб, проверка показала, что не были обеспечены безопасные условия труда.[25]
- 30 мая 2019 года работник подрядной организации проломил череп, упав с высоты 6 метров на площадке УМПО[26].
- В 2021 году был задержан старший мастер участка по обвинению в вымогательстве у подчиненных сотрудников.[27]
- 17 января 2022 года на участке мойки деталей в сборочном цехе произошло возгорание, пострадали две женщины, которые были госпитализированы в крайне тяжелом состоянии, и спустя несколько дней скончались[28][29]. Причиной трагедии названа неправильная организация работ и плохая подготовка работников по охране труда[30].
- 2 апреля 2022 года обрушилась крыша открытого в 2021 году производственно-учебного центра Ростеха, который находится на территории завода. Пострадавших не было.[31][32]

## Награды
- Орден Александра Невского (8 декабря 2024 года) — за высокие производственные показатели и большой вклад в развитие авиационного двигателестроения Российской Федерации[33]